# 지르세우 조제 기마랑이스
지르세우 조제 기마랑이스(포르투갈어: Dirceu José Guimarães, 1952년 6월 15일, 파라나 주 쿠리치바 ~ 1995년 9월 15일, 히우 지 자네이루 주 히우 지 자네이루)는 브라질의 전 축구 선수로, 현역 시절에 공격형 미드필더로 활약했는데, 특히 보타포구와 브라질에서 활약한 것으로 알려져 있으며, 1980년대부터 1990년대 초까지는 이탈리아의 다수 구단에서 활동했다.

## 생애
지르세우는 1952년 6월 15일, 남부 브라질의 쿠리치바에서 출생했다.

## 클럽 경력
지르세우는 초년에 자국 무대의 코리치바, 보타포구(1971–1975), 플루미넨시(1975–1977), 그리고 바스쿠 다 가마에서 활약하다가 멕시코의 아메리카에서 1년을 보냈다. 1979년, 그는 스페인의 아틀레티코 마드리드에 입단해 1982년까지 활약하며 84번의 경기에 출전해 18골을 기록했다. 1982년, 그는 이탈리아의 엘라스 베로나와 계약하여 이 때부터 그는 5개의 세리에 A 구단에서 매 해 이적을 감행하며 활동했고,(그가 활약한 마지막 세리에 A 구단은 1986-87 시즌의 아벨리노였다.) 이후 바스쿠 다 가마에 복귀했다. 1988년, 지르세우는 포트 로더데일 스트라이커스에 입단해 미국 무대로 진출했고, 1989년부터 1991년까지는 남부 이탈리아의 에볼리타나(1989–1992)와 베네벤토(1991–1992)에서 활동했다. 그가 가장 마지막으로 활동한 구단은 아틀레티코 유카탄으로, 그는 1995년에 활동을 마쳤다.

## 국가대표팀 경력
지르세우는 1973년 6월부터 1986년 5월까지 브라질 국가대표팀 경기에 44번(비공식 경기 14번) 출전하여 7골을 기록했다.
그는 브라질을 대표로 1974년, 1978년, 그리고 1982년 월드컵에 활약했다. 그는 1986년 대회에도 참가할 예정이었지만, 부상으로 낙마했다. 그는 월드컵 본선 경기에 11번 출전해 3골을 기록했다. 브라질 국가대표팀은 그가 참가한 대회에서 1974년에는 4위, 1978년 대회에는 3위에 올랐고, 자신도 최우수 선수 3위를 기록했고, 대회의 선수단 명단에도 자신의 이름을 올렸다. 그는 브라질 선수단 일원으로 1972년 하계 올림픽에도 참가했다.

## 최후
1995년 9월 15일 밤, 지르세우는 향년 43세로 영면에 들었다. 그는 자택 근처인 바라 다 티주카에서 푸마자동차를 몰다가 적신호인 와중에 공도쨉쨉이가 몰던 오펠 아스코나를 고속으로 추돌받았다. 지르세우와 동승자는 추돌한 와중에 차 안에서 튕겨져 나갔고, 그 자리에서 즉시 숨졌다. 아스코나를 몰던 용의자는 두 쌍의 부부였고 사상자는 없었고, 지르세우의 사망으로 법적 책임을 물지 않았다.

## 유산
에볼리타나는 연고지 에볼리의 구장명을 스타디오 조제 기마랑이스로 개칭에 지르세우를 기렸다.

## 수상
코리치바
- 캄페오나투 파라나엔시: 1971, 1972

플루미넨시
- 캄페오나투 카리오카: 1976

바스쿠 다 가마
- 캄페오나투 카리오카: 1977, 1988

브라질
- 월드컵
  - 3위: 1978
  - 4위: 1974

개인
- 1978년 월드컵 최우수 선수단
- 1978년 월드컵 최우수 선수 3위[2]
- 남미 올해의 축구 선수 3위: 1978